# Чемпіонат України з легкої атлетики в приміщенні 2009
Чемпіонат України з легкої атлетики в приміщенні 2009 серед дорослих був проведений 18-20 лютого в Сумах в манежі Української академії банківської справи одночасно з чемпіонатом країни серед юніорів.

## Призери

### Чоловіки
| Дисципліни                  | Золото                                                                             | Золото   | Срібло                                                                         | Срібло   | Бронза                                                                         | Бронза   |
| --------------------------- | ---------------------------------------------------------------------------------- | -------- | ------------------------------------------------------------------------------ | -------- | ------------------------------------------------------------------------------ | -------- |
| 60 метрів                   | Ігор Бодров Харківська область                                                     | 6,68     | Костянтин Васюков Донецька область                                             | 6,70     | Олексій Копищик Полтавська область                                             | 6,71     |
| 200 метрів (поза програмою) | Олексій Сердюченко Сумська область                                                 | 21,95    | Віталій Корж Сумська область                                                   | 22,02    | Віктор Ларіонов Кіровоградська область                                         | 22,07    |
| 400 метрів                  | Станіслав Мельников Одеська область                                                | 46,97    | Михайло Книш Вінницька область                                                 | 47,05    | Володимир Бураков Київ                                                         | 47,61    |
| 800 метрів                  | Віталій Волошин Черкаська область                                                  | 1.49,26  | Олександр Осмолович Житомирська область                                        | 1.49,68  | Олег Лобанов Луганська область                                                 | 1.49,85  |
| 1500 метрів                 | Олександр Борисюк Волинська область                                                | 3.44,07  | Максим Жудін Донецька область                                                  | 3.47,92  | Сергій Рибак Вінницька область                                                 | 3.51,74  |
| 3000 метрів                 | Сергій Лебідь Донецька область                                                     | 7.52,66  | Михайло Іверук Рівненська область                                              | 8.07,85  | Віталій Рибак Чернігівська область                                             | 8.08,41  |
| 60 метрів з бар'єрами       | Олександр Вахняков Донецька область                                                | 7,94     | Роман Баранов Харківська область                                               | 8,10     | Артем Федченко Київська область                                                | 8,15     |
| 3000 метрів з перешкодами   | Вадим Слободенюк Рівненська область                                                | 8.33,69  | Ілля Сухарєв Луганська область                                                 | 8.35,45  | Олександр Романюк Волинська область                                            | 8.47,05  |
| 4×400 метрів                | Вінницька областьРоман Головащенко Володимир Бригинда Віктор Гончарук Михайло Книш | 3.16,07  | Харківська областьЯрослав Сологуб Євген Зюков Андрій Радіоненко Андрій Соколов | 3.17,56  | Донецька областьСергій Іщенко Віталій Маринич Олексій Рємєнь Максим Наконечний | 3.17,63  |
| Ходьба 10000 метрів         | Андрій Ковенко Вінницька область                                                   | 39.49,28 | Руслан Дмитренко Київська область                                              | 40.20,65 | Олександр Романенко Вінницька область                                          | 41.18,78 |
| Стрибки у висоту            | Олександр Нартов Харківська область                                                | 2,25     | Юрій Крімаренко Київська область                                               | 2,25     | Андрій Проценко Херсонська область                                             | 2,25     |
| Стрибки з жердиною          | Олександр Корчмід Київська область                                                 | 5,50     | Максим Мазурик Донецька область                                                | 5,40     | Владислав Ревенко Київська область                                             | 5,40     |
| Стрибки у довжину           | Олексій Касьянов Запорізька область                                                | 7,82     | Віктор Кузнєцов Київська область                                               | 7,65     | Володимир Зюськов Донецька область                                             | 7,54     |
| Потрійний стрибок           | Євген Семененко Харківська область                                                 | 16,96    | Віктор Ястребов Київська область                                               | 16,94    | Олександр Сергєєв Харківська область                                           | 16,71    |
| Штовхання ядра              | Віктор Самолюк Київська область                                                    | 18,87    | Андрій Бородкін Хмельницька область                                            | 17,89    | Станіслав Сегеда Сумська область                                               | 17,34    |
| Семиборство                 | Євген Нікітін Харківська область                                                   | 5740     | Олександр Марчугайтес Київська область                                         | 5447     | Марк Тимченко Харківська область                                               | 5077     |

### Жінки
| Дисципліни                  | Золото                                                                         | Золото   | Срібло                                                                                           | Срібло   | Бронза                                                                       | Бронза   |
| --------------------------- | ------------------------------------------------------------------------------ | -------- | ------------------------------------------------------------------------------------------------ | -------- | ---------------------------------------------------------------------------- | -------- |
| 60 метрів                   | Єлізавета Бризгіна Луганська область                                           | 7,37     | Вікторія П'ятаченко Сумська область                                                              | 7,44     | Марія Рємєнь Запорізька область                                              | 7,45     |
| 200 метрів (поза програмою) | Вікторія П'ятаченко Сумська область                                            | 24,20    | Маргарита Шевчук Донецька область                                                                | 24,46    | Світлана Гончарова Севастополь                                               | 25,17    |
| 400 метрів                  | Наталія Пигида Київська область                                                | 52,72    | Юлія Баралей Дніпропетровська область                                                            | 54,10    | Дарина Приступа Донецька область                                             | 54,38    |
| 800 метрів                  | Наталія Лупу Чернівецька область                                               | 2.02,27  | Тамара Твердоступ Харківська область                                                             | 2.02,70  | Зоя Гладун Дніпропетровська область                                          | 2.04,34  |
| 1500 метрів                 | Тетяна Петлюк Київ                                                             | 4.13,15  | Анна Міщенко Харківська область                                                                  | 4.13,90  | Ольга Єкименко Сумська область                                               | 4.23,31  |
| 3000 метрів                 | Тетяна Головченко Сумська область                                              | 9.19,80  | Маргарита Лучиніна АР Крим                                                                       | 9.41,00  | Валерія Мара АР Крим                                                         | 9.41,53  |
| 60 метрів з бар'єрами       | Анна Плотіцина Харківська область                                              | 8,57     | Тетяна Пащина Черкаська область                                                                  | 8,67     | Ганна Бабич Київська область                                                 | 8,68     |
| 3000 метрів з перешкодами   | Валерія Мара АР Крим                                                           | 10.11,08 | Анна Пєшкова Одеська область                                                                     | 10.14,36 | Марія Шаталова АР Крим                                                       | 10.21,69 |
| 4×400 метрів                | Дніпропетровська областьЮлія Баралей Анастасія Рабченюк Зоя Гладун Анна Ярощук | 3.40,08  | Донецька областьВікторія Бутко Ганна Бєланова Дарина Приступа Аліна Логвиненко                   | 3.43,39  | Запорізька областьАльона Маротчак Юлія Ірхіна Олександра Пейчева Яна Корнута | 3.46,98  |
| Ходьба 5000 метрів          | Людмила Шелест Сумська область                                                 | 21.54,87 | Ольга Яковенко Вінницька область                                                                 | 22.00,22 | Олена Шевчук Житомирська область                                             | 22.50,94 |
| Стрибки у висоту            | Наталія Гапчук Житомирська область                                             | 1,86     | Олена Демидова Миколаївська область                                                              | 1,83     | Ірина Коваленко Київська область                                             | 1,83     |
| Стрибки з жердиною          | Алевтина Руєва Дніпропетровська область                                        | 4,00     | Ганна Шелех Донецька областьКатерина Козлова Донецька областьТетяна Гапішко Миколаївська область | 3,80     | не вручалась                                                                 |          |
| Стрибки у довжину           | Вікторія Молчанова Харківська область                                          | 6,38     | Вікторія Рибалко Запорізька область                                                              | 6,28     | Олександра Стаднюк Черкаська область                                         | 6,23     |
| Потрійний стрибок           | Світлана Мамєєва Харківська область                                            | 14,11    | Лілія Кулик Харківська область                                                                   | 13,54    | Ганна Демидова Миколаївська область                                          | 13,46    |
| Штовхання ядра              | Вікторія Дегтяр Одеська область                                                | 15,66    | Тетяна Насонова Херсонська область                                                               | 15,57    | Анна Самолюк Київська область                                                | 15,02    |
| П'ятиборство                | Вікторія Добринська Вінницька область                                          | 4298     | Інна Ахкозова Київська область                                                                   | 4059     | Ірина Ількевич Одеська область                                               | 3906     |